# نقش

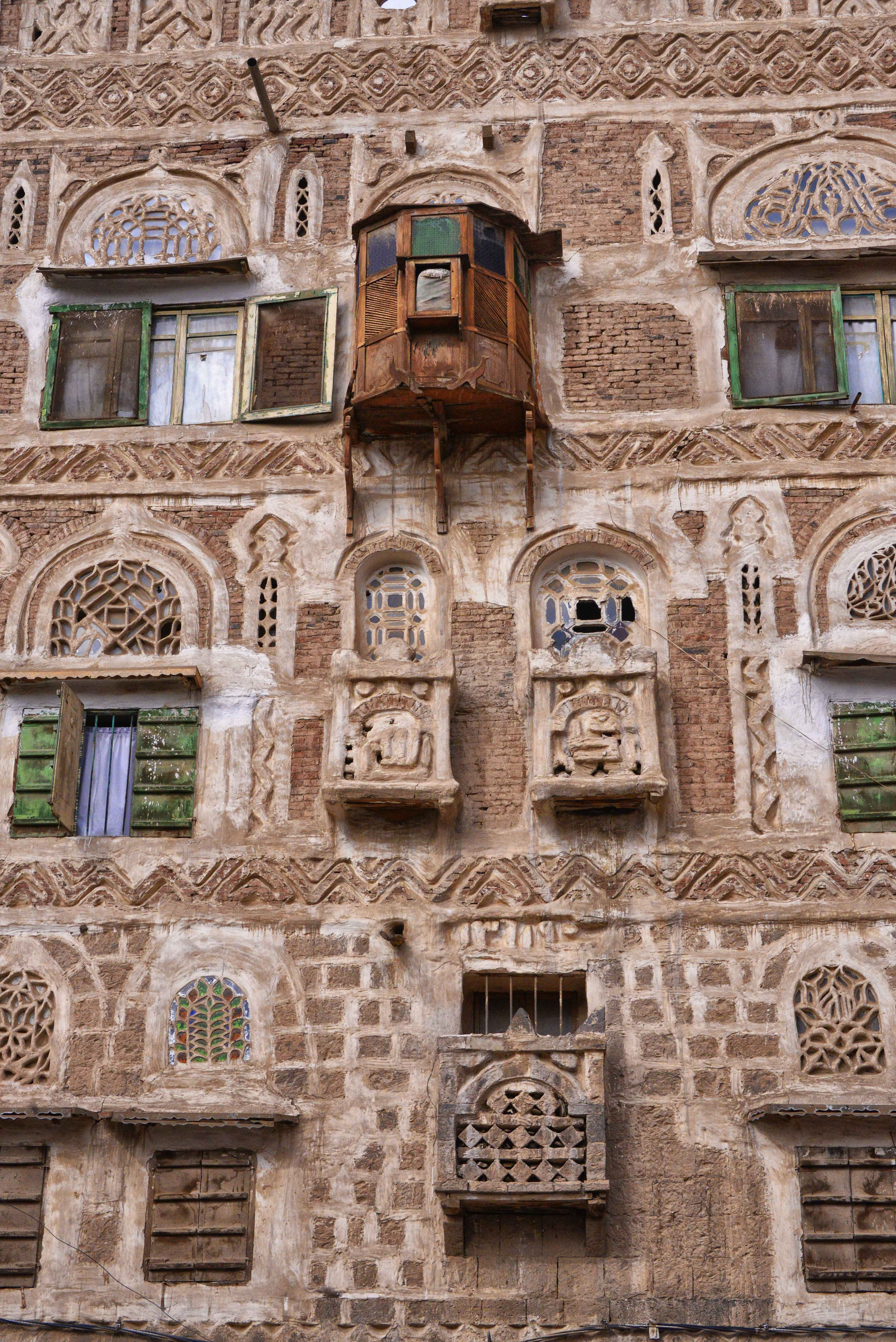
نقوش على بيوت في صنعاء باليمن

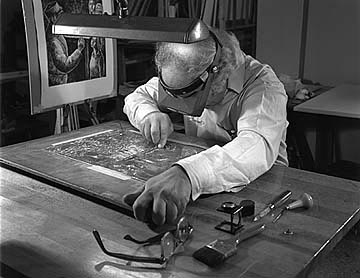
نقّاش معاصر

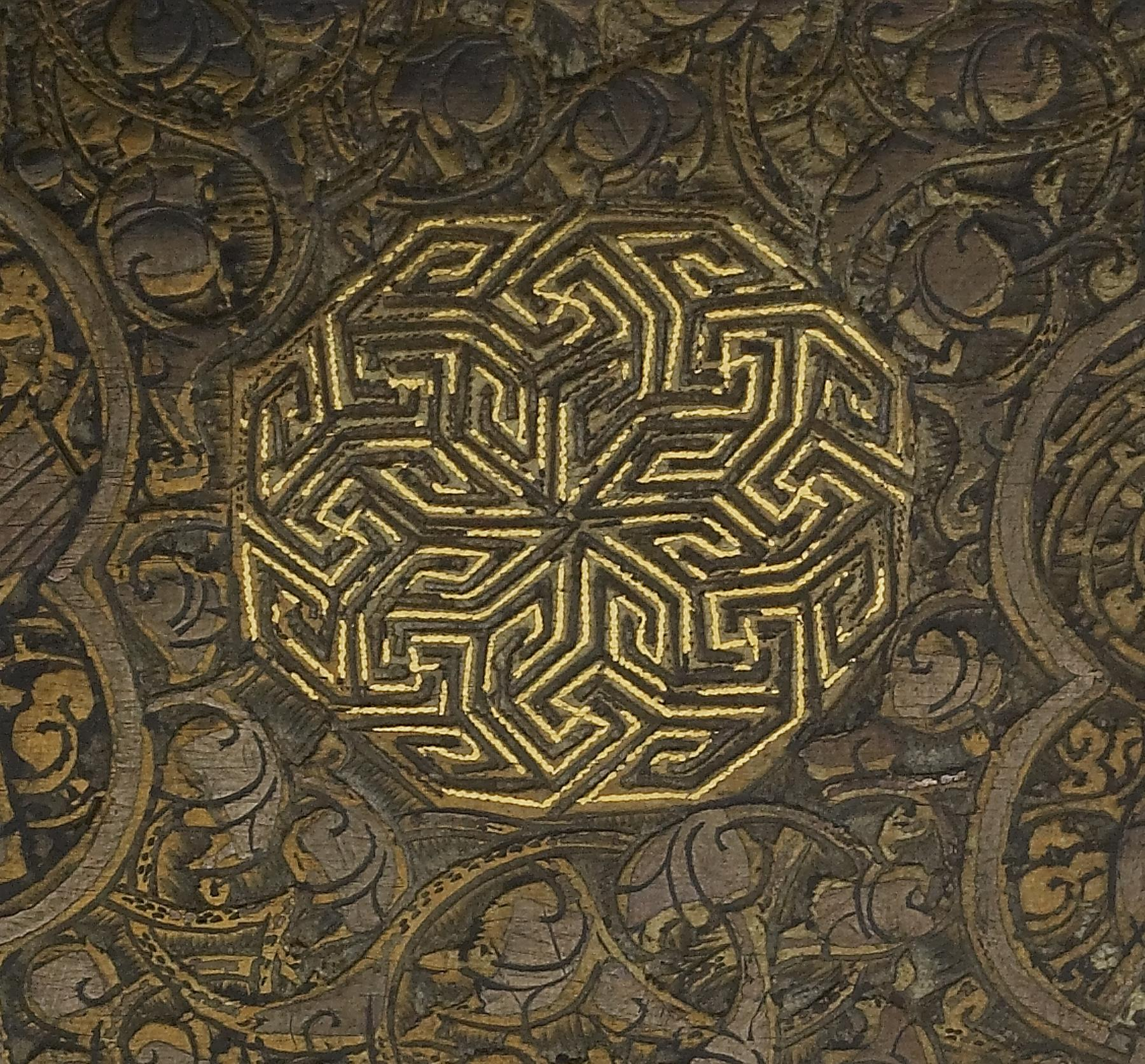
كوز من صنع يونس بن يوسف الذي سمى نفسه النقاش الموصلي

النقش هو وضع تصميم على سطح صلب ومسطح عادة، من خلال القيام بالحفر أو النحت عليه. قد تكون النتيجة هي قطعة ديكور بحد ذاتها، كما هو الحال عندما يتم نقش الفضة والذهب والفولاذ والزجاج والجبس أو يمكن أن يتوفر لوح طباعة النقش الغائر مصنوع من النحاس أو معدن آخر، لطباعة الصور على الورق والمطبوعات والرسوم التوضيحية، وهذه الصور تدعى أيضاً بالنقوش.
كان النقش وسيلة هامة من الناحية التاريخية، لأنه يستطيع أن ينتج الصور على الورق وبطريقة فنية أيضاً، مثل صناعة الطبعات الفنية، وكذلك للنسخ التجاري والرسوم التوضيحية للكتب والمجلات. تم استبدال عملية النقش بالتصوير الفوتوغرافي في مختلف التطبيقات التجارية، ويرجع ذلك جزئياً إلى صعوبة تعلم هذه التقنية، حيث تم استبدالها بشكل كبير بالتنميش وغيرها من التقنيات.
عملية النقش التقليدية بواسطة المنقاش (أداة النقش) أو مع استخدام الآلات، لا تزال تمارس من قبل الصاغة ونقاشو الزجاج والصناعة التقليدية كالنقش على الخشب و الجبس و غيرهم، في حين أن التقنيات الصناعية الحديثة مثل النقش الضوئي لوالنقش بالليزر لها الكثير من التطبيقات المهمة. كان نقش الأحجار الكريمة فناً مهماً في العالم القديم، تم إعادة إحياءه في عصر النهضة، بالرغم من أن المصطلح يغطي عادةً النقش النافر فضلاً عن النقش الغائر، وهي في الأساس من فروع النحت وليس النقش.